# Semiothisa amarata
Semiothisa amarata là một loài bướm đêm trong họ Geometridae.